# جورج کنجکاو ۲: آن میمون را دنبال کن!
جورج کنجکاو ۲: آن میمون را دنبال کن! (انگلیسی: Curious George 2: Follow That Monkey!) یک فیلم انیمیشن در سبک خانوادگی است که در سال ۲۰۰۹ منتشر شد. از صداپیشگان می‌توان به فرانک ولکر اشاره کرد.

## خلاصه داستان
در این قسمت از ماجراجویی‌های جورج، او می‌خواهد به دوستش که یک فیل کوچک است و در یک سیرک به کار گرفته شده، کمک کند تا به آنسوی کشور برود و به خانواده اش بپیوندد…